# Mitul lui Er

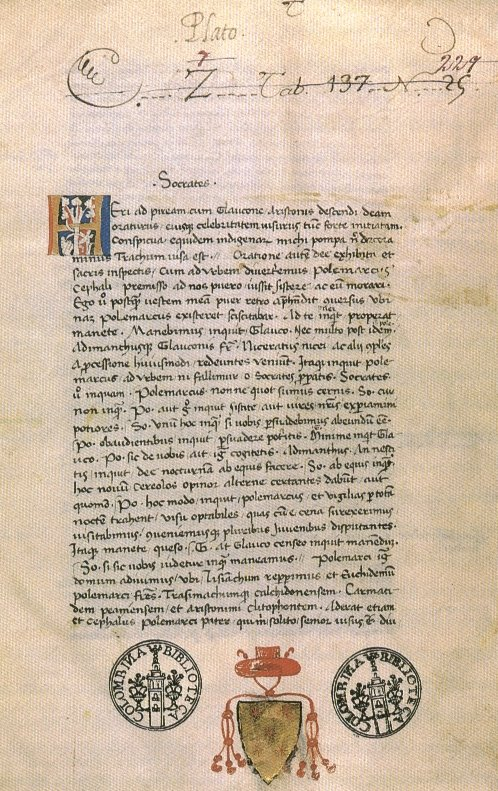
Un manuscris din timpul Renaşterii - traducere din latină a Republicii de Platon.

Mitul lui Er este o legendă escatologică care încheie Republica lui Platon (10.614-10.621 - cartea a X-a). Er, fiul lui Armenius, a reînviat la zece zile după ce a fost ucis în bătălie. Mitul lui Er include afirmații despre soarta sufletelor după moarte, reîntrupare, cosmos și viața de apoi. În decursul secolelor, aceste afirmații mistice au influențat foarte mult gândirea religioasă, filosofică și științifică. 

## Axul Necesității

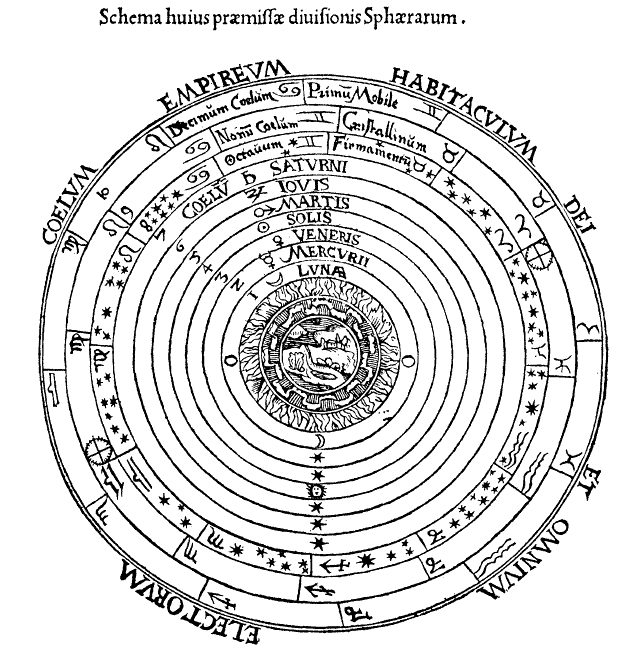
Cerurile clasice

Pe baza descrierilor lui Platon despre pasaj, orbitele pot fi identificate pentru toate planetele clasice, orbite care corespund sferelor aristotelice planetare : 
- Orbita 1 - Stelele
- Orbita a 2-a - Saturn
- Orbita a 3-a - Jupiter
- Orbita a 4-a - Marte
- Orbita a 5-a - Mercur
- Orbita a 6-a - Venus
- Orbita a 7-a - Soarele
- Orbita a 8-a - Luna